# ميغيل غالاردو
ميغيل غالاردو (بالإسبانية: Miguel Gallardo) هو مغن مؤلف ومغني إسباني، ولد في 29 سب1949 في غرناطة في إسبانيا، وتوفي في 11 نوفمبر 2005 في مدريد في إسبانيا بسبب سرطان.

## روابط خارجية
- ميغيل غالاردو على موقع IMDb (الإنجليزية)
- ميغيل غالاردو على موقع ميوزك برينز (الإنجليزية)
- ميغيل غالاردو على موقع ديسكوغز (الإنجليزية)